# 1632 год в России
Царствование: 1613—1645 — Михаила Фёдоровича

## События
- 1630—1632 — производится военная реформа по образцу Полки иноземного строя[1].
- 1631—1632 годы — организация 12 ратных полков из «даточных» и «охочих» (добровольцев) людей, а также четырёх полков иноземного строя.
- 1 марта — введён «Устав о сторожевой и станичной службе» для пограничных воевод и круглосуточной охраны государственных границ[2].
- Весна и лето — вопреки воле турецкого султана Мурада IV, крымских хан Джанибей-Гирей направил против Русского государства 30 тысяч всадников и разорил окрестности Тулы, Серпухова, Каширы и Москвы, что задержало начало русских войск на Смоленск до августа[3].
- 1632—1634 годы — русско-польская война из-за смоленских и чернигово-северских земель, утраченных Русью в войне 1605—1618[2]:
  - 20 июня (30 июня) — Земский собор объявляет войну[4].
  - 9 августа — воевода Михаил Шеин получает приказ выдвинуться из Москвы в Можайск.
  - 12 (22) сентября — русское войско выступило из Можайска в поход на Речь Посполитую[4].
  - Осень — крестьянин Иван Балаш сформировал повстанческий отряд в Дорогобужском уезде, участвовавший в осаде Смоленска и занимавшийся мародёрством (см. Восстание Балаша (1632-1634)).
  - Октябрь — осада Дорогобужа частями русской армии[4].
  - Октябрь — январь 1633 — русские войска взяли свыше 20 городов к северу и югу от Смоленска[4].
  - 5—20 декабря — осада Новгорода-Северского[5].
  - Декабрь 1632—октябрь 1633 — началась осада Смоленска[6].
  - Русскими войсками взята крепость в г. Белый[7].
  - 1632—1634 — Роменские походы. Три удачных похода русских войск на Ромен (Ромны)[8].
- 21 сентября — смерть царевны Марфы (1631—1632), пятого ребёнка и четвёртой дочери царя[9].
- 25 сентября — отряд енисейского сотника Петра Бекетова заложил Ленский (впоследствии Якутский) острог на правом берегу реки Лены[2].
- В Тобольске произошло выступление служилых и посадских людей против воеводской власти (см. 1622 и 1667)[10].
- Голландскому купцу Андрею Виниусу пожалована царская грамота для возведения железоделательных заводов под Тулой[2].
- По Н.П. Барсукову, в Твери при копании фундамента новой церкви Святого Спаса Преображения, происходит обретение мощей  князя Михаила Ярославича Тверского казнённого в Орде 22 ноября 1318 года и похороненного в Твери 6 сентября 1319 года (по другим данным обретение мощей было 24 июня 1655 года)[11].
- После смерти короля Сигизмунда III (ум. 1632) запорожские казаки, опасаясь гонений на православие в случае победы на выборах его младшего сына королевича Казимира (с 1648 года король Ян II Казимир), поддержали кандидатуру старшего сына — Владислава (с 8.11. 1632 король Владислав IV)[12].
- 28 сентября (8 октября) — Корсунская рада, на которой казаки решили в случае прихода к власти королевича Яна II Казимира в Речи Посполитой обратиться к царю Михаилу Фёдоровичу с просьбой принять их в русское подданство[12].
- Землепроходец Иван Падерин проследил течение р. Лена (см. 1605, 1620, 1630 года)[13].
- Землепроходец Пущин Фёдор достиг верхнего течения реки Обь[13].
- Местничество:
  - Елецкий Фёдор Андреевич и Буйносов Иван Петрович (1632-1636)[14].
  - Вердеревский Иван Петрович и Пушкин Борис Григорьевич[14].
  - Волынский Владимир Васильевич и боярин Шеин Михаил Борисович[14].

## Города и поселения
- 1630—1632 — реконструировалась Каргопольская крепость[15].

## Руководители приказов
| Года      | Приказ            | Ф,И,О главы                     | Примечания            |
| --------- | ----------------- | ------------------------------- | --------------------- |
| 1631-1632 | Сыскной приказ    | Измайлов Артемий Васильевич     | Первый раз: 1626-1629 |
| 1624-1634 | Казанского дворца | Черкасский Дмитрий Мамстрюкович |                       |
| 1630-1661 | Разрядный приказ  | Гавренёв Иван Афанасьевич       | Думный дьяк           |

## Воеводы[19]
| Года      | Город     | Ф,И,О воеводы                             | Примечания |
| --------- | --------- | ----------------------------------------- | ---------- |
| 1632-1635 | Астрахань | Трубецкой Алексей Никитич                 |            |
| 1632-1633 | Берёзов   | Мешков-Плещеев Алексей Афанасьевич        |            |
| 1630-1633 | Брянск    | Ромодановский Василий Григорьевич Большой | Стольник   |
| 1631-1632 | Белгород  | Дашков Яков Авксентьевич                  |            |

## Родились
- Голицын, Алексей Андреевич (1632 — 9 (19) марта 1694) — государственный деятель, чашник, стольник, воевода и боярин (с 1664); основатель ветви «Алексеевичей» князей Голицыных[20].
- Морозова, Феодосия Прокофьевна 21 [31] мая 1632 — 2 [12] ноября 1675, Боровск) — дворцовая боярыня, деятельница старообрядчества, сподвижница протопопа Аввакума.

## Умерли
- Шаховской, Мирон Михайлович ? — 1632) — дворянин московский, воевода в Каргополе, Пскове, Костроме и Нижнем Новгороде.
- Царевна Марфа Михайловна (14 августа 1631 — 21 сентября 1632) — пятый ребёнок и четвёртая дочь царя Михаила Фёдоровича[9].
- Яковлев, Семён Дементьевич (ум. 1632) — государственный деятель, дипломат.